# No. 13作品—跳舞的梵谷
《No. 13作品－跳舞的梵谷》（英語：A Dancing Van Gogh）為新加坡歌手孫燕姿的第十三張錄音室專輯，於2017年10月25日開始預購，11月9日正式發行。

## 專輯背景
此張專輯距離上張專輯《克卜勒》的發行已有三年時間，孫燕姿在結束了28場的「克卜勒世界巡迴演唱會」後便開始構思此專輯的走向。2016年起，新加坡政府推出「技能創前程」計劃，為每位25歲以上的公民提供培訓補助，身為新加坡公民的孫燕姿因此開始學習畫畫。而在不斷作畫的過程中，她學習到「先有陰暗處，才會有明亮面」的思考邏輯。於是她沿著這樣的邏輯，開始製作她的新專輯音樂，於是有了「跳舞的梵谷」這張專輯的概念及各種想法的誕生。
本張專輯的主旨概念是「理智與瘋狂並行」，專輯內的10首歌曲均圍繞著此概念創作，為孫燕姿目前最自信的作品。

## 曲目
| 曲序     | 曲目                         |          | 作曲          | 编曲               | 製作人        | 时长  |
| -------- | ---------------------------- | -------- | ------------- | ------------------ | ------------- | ----- |
| 1.       | 風衣                         | 十方     | 李偲菘        | Adam Lee           | 李偲菘        | 4:03  |
| 2.       | 我很愉快                     | 吕康惟   | 吕康惟        | Kenn C             | Kenn C        | 4:35  |
| 3.       | 跳舞的梵谷                   | 吳易緯   | 生命樹_小王子 | Kenn C             | Kenn C 孫燕姿 | 3:08  |
| 4.       | 天越亮，夜越黑               | Hush     | 李偲菘        | Kenn C             | 李偲菘        | 3:51  |
| 5.       | 天天年年                     | 易家揚   | 李偲菘        | Adam Lee           | 李偲菘        | 3:56  |
| 6.       | 漂浮群島（Rap：ShiGGa Shay） | 易家揚   | 李偉菘        | Martin Tang        | 李偉菘        | 3:59  |
| 7.       | 超人類                       | 方文山   | 李偲菘        | Martin Tang        | 李偲菘        | 3:44  |
| 8.       | 充氧期                       | 小寒     | 傅浩宸        | Adam Lee           | 孫燕姿        | 3:44  |
| 9.       | 平日快樂                     | Hush     | 郭文賢        | 陳蔚甄             | 陳蔚甄        | 4:46  |
| 10.      | 極美                         | 孫燕姿   | 李庭光        | Martin Tang 陳蔚甄 | 孫燕姿        | 3:31  |
| 总时长： | 总时长：                     | 总时长： | 总时长：      | 总时长：           | 总时长：      | 39:22 |

## 音樂錄影帶
| 歌名       | 導演               | 首播日期       | 首播媒介                | 備註                                     |
| 跳舞的梵谷 | 孫燕姿、Hi-Organic | 2017年10月23日 | 環球音樂官方YouTube頻道 | 首次執導並編寫腳本                       |
| 我很愉快   | 黃中平             | 2017年11月4日  | 環球音樂官方YouTube頻道 |                                          |
| 風衣       | 邱柏昶             | 2017年11月14日 | 環球音樂官方YouTube頻道 | 遠赴冰島取景拍攝，鮑起靜、陸弈靜特別演出 |
| 天天年年   | 黃中平             | 2017年12月11日 | 環球音樂官方YouTube頻道 |                                          |
| 充氧期     | 黃子然             | 2018年1月11日  | 環球音樂官方YouTube頻道 | 陳漢典特別演出                           |
| 極美       | 邱柏昶             | 2018年2月1日   | 環球音樂官方YouTube頻道 | 遠赴冰島取景拍攝                         |

## 獎項及票選

### 第29屆金曲獎流行音樂類
| 年份 | 獎項             | 入圍者         | 作品           | 結果 |
| ---- | ---------------- | -------------- | -------------- | ---- |
| 2018 | 最佳編曲人獎     | Kenn C         | 〈跳舞的梵谷〉 | 入圍 |
| 2018 | 最佳單曲製作人獎 | Kenn C、孫燕姿 | 〈跳舞的梵谷〉 | 入圍 |

- 豆瓣2017年度華語專輯第一名:孫燕姿《No.13 作品: 跳舞的梵谷》

- 2017 Hit Fm年度百首單曲[10]
  - 06 風衣
  - 16 我很愉快
  - 40 跳舞的梵谷

- 2017 Hit Fm年度十大專輯[11]
  - 十大專輯《No. 13作品：跳舞的梵谷》

- 博客來年度百大
  - 2017年度華語暢銷歌手 TOP.4

- 第八屆全球流行音樂金榜
  - 年度最受歡迎女歌手 ／ 孫燕姿
  - 年度二十大金曲〈跳舞的梵谷〉

- 2018 HITO流行音樂獎
  - 最受歡迎女歌手 ／ 孫燕姿
  - Hit Fm聽眾最愛情歌〈風衣〉

## 來源
1. ↑  .   [2017-10-19]. （原始内容存档于2017-10-19）.
2. ↑  . www.sohu.com. 2018-04-21  [2018-05-07]. （原始内容存档于2018-05-08）.
3. ↑  . 2017-11-18  [2022-03-03]. （原始内容存档于2022-03-03）.
4. ↑  伍芬婕. . 天下雜誌. 2018-11-05.
5. ↑  . ETtoday新聞雲. 2017-10-03  [2022-03-03]. （原始内容存档于2022-03-03）.
6. ↑  . 三立新聞網. 2017-11-03  [2022-03-03]. （原始内容存档于2022-03-03）.
7. ↑  .   [2017-11-01]. （原始内容存档于2017-11-07）.
8. ↑  季芷如. . ent.huanqiu.com.   [2018-05-07]. （原始内容存档于2018-05-08）.
9. ↑  . ent.ifeng.com.   [2018-05-07]. （原始内容存档于2018-05-08）.
10. ↑  .   [2018-05-17]. （原始内容存档于2018-04-03）.
11. ↑  .   [2018-05-17]. （原始内容存档于2018-04-03）.